# Landgericht Freiburg
Das Landgericht Freiburg ist ein Gericht der ordentlichen Gerichtsbarkeit und eines von neun Landgerichten im Bezirk des Oberlandesgerichts Karlsruhe.

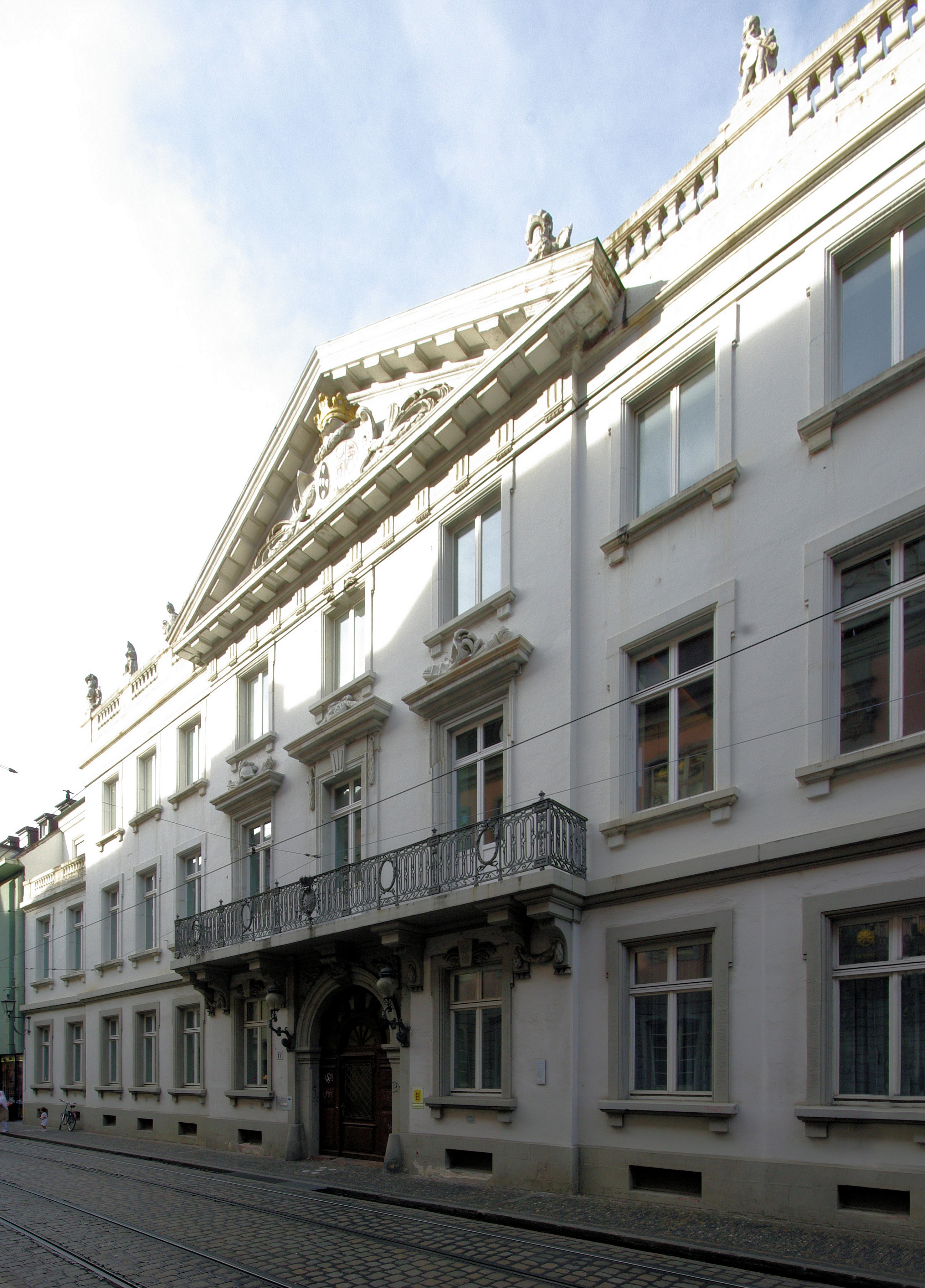
Palais Sickingen

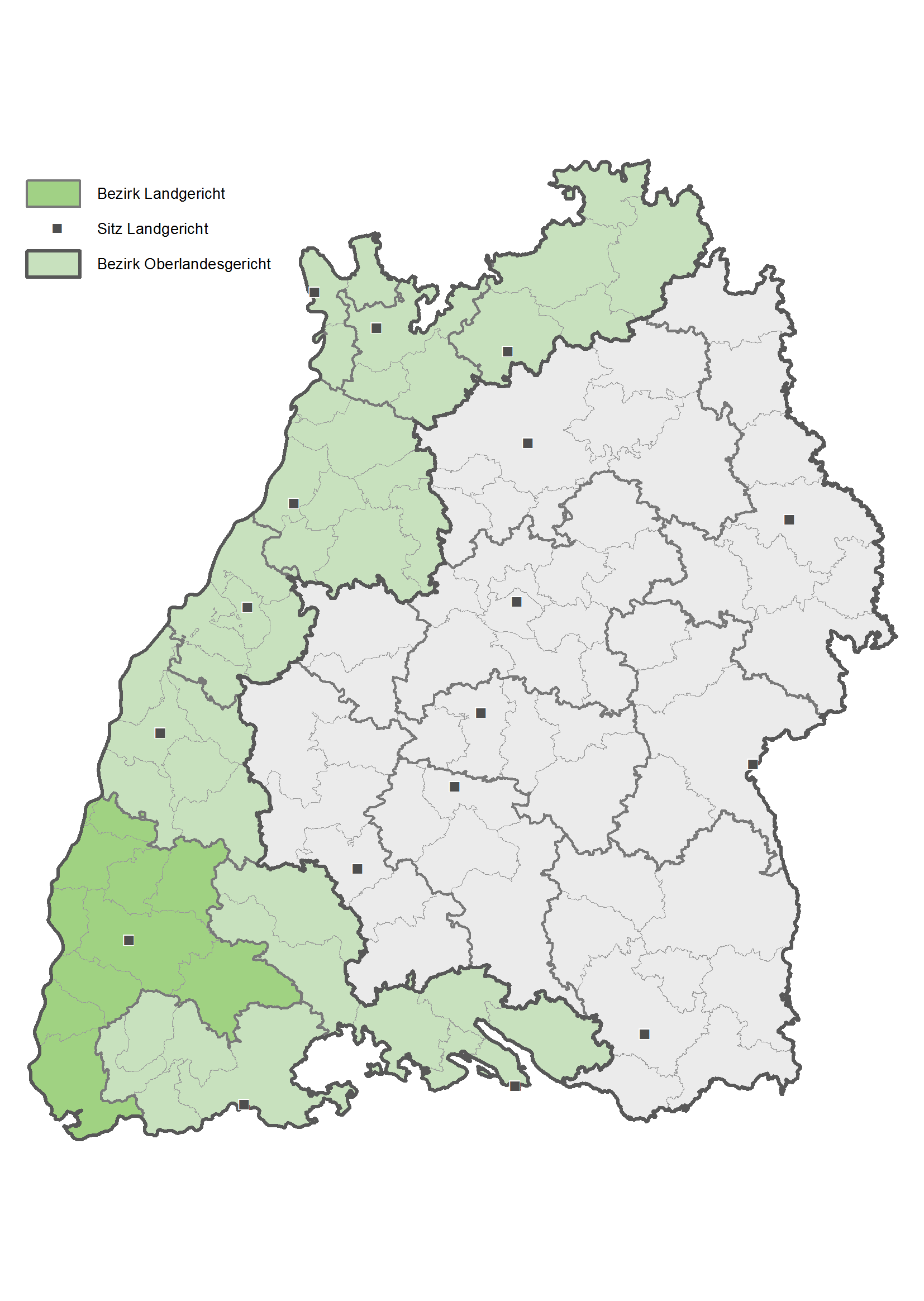
Karte des Landgerichtsbezirks Freiburg in Baden-Württemberg

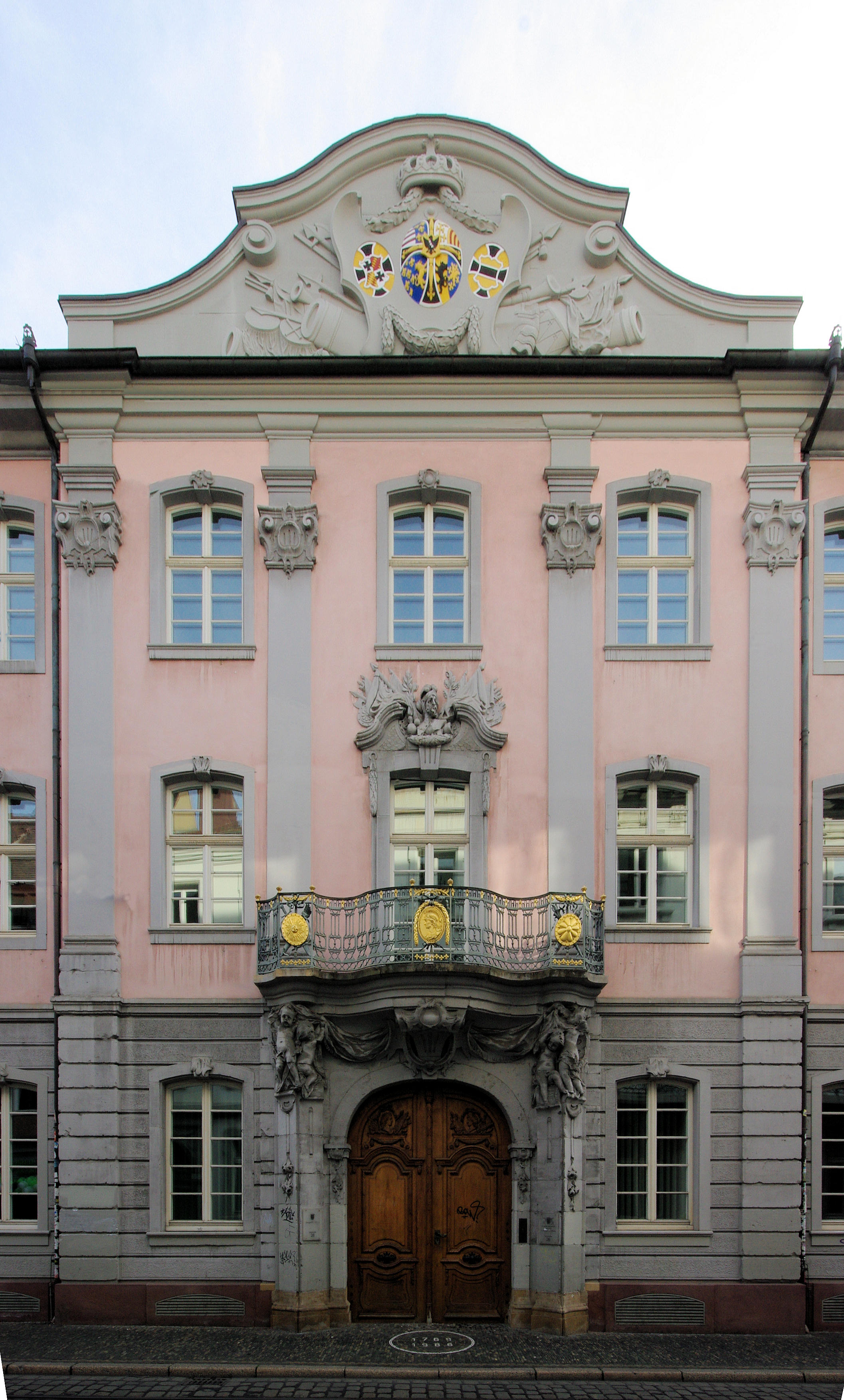
Ehemalige Deutschordenskommende

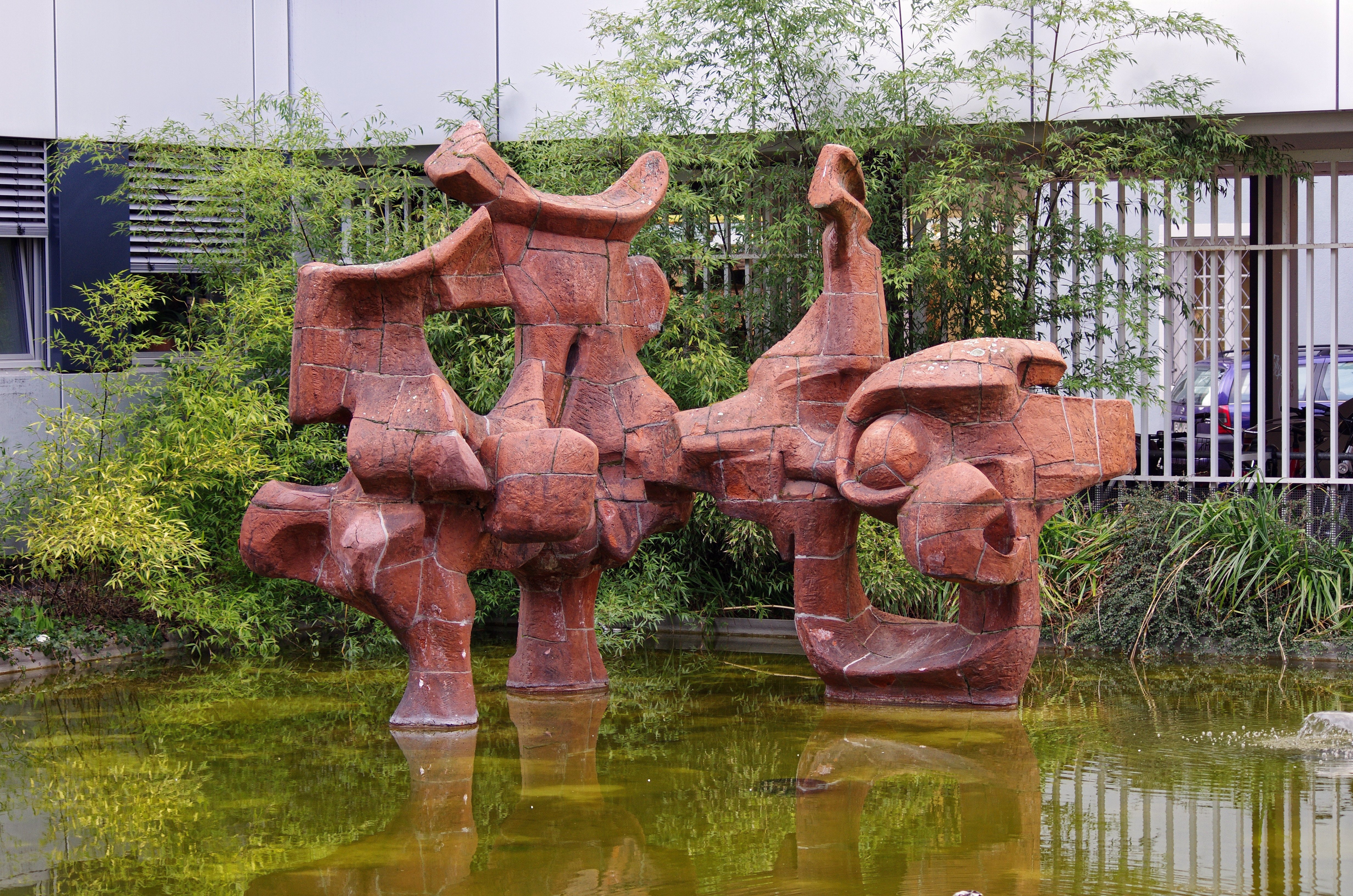
Die Terrakotta-Gruppe von Walter Schelenz

## Gerichtssitz und -bezirk
Das Landgericht (LG) hat seinen Sitz in Freiburg im Breisgau.
Zum Gerichtsbezirk gehören die zehn Amtsgerichte Breisach, Emmendingen, Ettenheim, Freiburg im Breisgau, Kenzingen, Lörrach, Müllheim, Staufen, Titisee-Neustadt und Waldkirch. Damit leben in seinem Bezirk etwa 780.000 Menschen.

## Zuständigkeit
Das Landgericht ist für alle den Landgerichten gesetzlich übertragenen Aufgaben zuständig.

## Gerichtsgebäude
Das Landgericht Freiburg ist sehr zentral in der Freiburger Salzstraße gelegen. Es ist teils im Palais Sickingen und teils gemeinsam mit Außensenaten des Oberlandesgerichts Karlsruhe in der gegenüber liegenden ehemaligen Deutschordenskommende untergebracht.
Palais Sickingen
Das Palais Sickingen diente bis zum Zweiten Weltkrieg als Freiburger Residenz der badischen Großherzöge bzw. nach dem Ende des Großherzogtums Badens im Jahr 1918 dem ehemaligen Großherzog Friedrich II. und seiner Frau Hilda von Nassau als Wohnung. Nach der vollständigen Zerstörung in der Operation Tigerfish am 27. November 1944 wurde das Palais Sickingen von 1962 bis 1965 als Gerichtsgebäude wiederaufgebaut. Für den Bau wurde auch der Gasthof zum Wilden Mann abgerissen, der den Zweiten Weltkrieg unbeschadet überstanden hatte. Hinter der originalgetreuen Fassade entstand dabei ein kompletter Neubau in schlichten, modernen Formen.
Ab Juli 2024 soll das Palais Sickingen für eine Dauer von ca. zehn Jahren saniert werden, was einen mittleren zweistelligen Millionenbetrag kosten soll. Die Ausweichquartiere verteilen sich dezentral. So sollen die Sitzungssäle im Gebäude der Staatsanwaltschaft in der Unterwiehre genutzt werden. Dort sollen auch die Großen Strafkammern unterkommen, wo nach dem Auszug der Außenkammern des Verwaltungsgerichts Platz frei wird. Die Kleinen Strafkammern sollen an die Bahnhofsachse ziehen und die Zivilkammern neben den bereits bestehenden Räumlichkeiten in der ehemaligen Deutschordenskommende in der Nachbarschaft weiterhin in der Salzstraße unterkommen.
Ehemalige Deutschordenskommende
Die ehemalige Deutschordenskommende wurde nach der vollständigen Zerstörung am 27. November 1944 von 1982 bis 1986 als Sitz der Außenkammern des Oberlandesgerichts Karlsruhe wiederaufgebaut. Diese waren zuvor im Colombischlössle untergebracht bis Raumnot den Neubau erforderlich machte.
Frühere Gerichtsgebäude
Von 1864 bis 1965 war das Landgericht Freiburg anfangs unter dem Namen Kreis- und Hofgericht gemeinsam mit dem Amtsgericht und der Staatsanwaltschaft in einer Art Justizzentrum am Holzmarkt untergebracht, in dem sich das Amtsgericht noch heute befindet. Von 1824 bis 1864 befand sich der Sitz unter dem Namen Kreisgericht Freiburg im Basler Hof.

## Übergeordnete Gerichte
Dem Gericht ist das Oberlandesgericht Karlsruhe übergeordnet. Oberstes Gericht ist der Bundesgerichtshof.

## Geschichte
Das Landgericht Freiburg ging aus dem Hofgericht des Oberrheinkreises hervor, das 1807 im Großherzogtum Baden mit Sitz in Freiburg gegründet wurde. Es war für die Ämter Breisach, Emmendingen, Ettenheim, Freiburg Stadt, Freiburg Land, Hornberg, Jestetten, Kenzingen, Lörrach, Müllheim, Säckingen, St. Blasien, Schönau, Schopfheim, Staufen, Triberg, Waldkirch und Waldshut und die zugehörigen Amtsgerichte zuständig.
Große Badische Justizreform 1864
Anlässlich der großen badischen Justizreform im Jahr 1864 wurde es Kreis- und Hofgericht, gleichzeitig entstanden die Kreisgerichte Lörrach mit den Amtsgerichten Lörrach, Müllheim, Schönau sowie Schopfheim, Waldshut mit den Amtsgerichten Waldshut, Jestetten, Säckingen sowie St. Blasien und Villingen, zu dem das Amtsgericht Triberg gehörte, das wiederum den aufgelösten Amtsgerichtsbezirk Hornberg umfasste. Die Amtsgerichte Freiburg Stadt und Freiburg Land wurden zusammengelegt.
Bereits 1872 wurde das Kreisgericht Lörrach aus Kostengründen wieder geschlossen, wobei die Amtsgerichte Lörrach und Müllheim dem Kreis- und Hofgericht Freiburg zugeschlagen wurden. Mit Inkrafttreten der Reichsjustizgesetze im Jahr 1879 wurde das Kreis- und Hofgericht Freiburg in Landgericht Freiburg umbenannt.
Jüngere Geschichte
Eine 2016 veröffentlichte Untersuchung eines Wissenschaftlers des in Freiburg angesiedelten Max-Planck-Instituts für ausländisches und internationales Strafrecht zeigte, dass von den Richtern im Landgerichtsbezirk Freiburg im Durchschnitt die bundesweit mildesten Urteile gefällt werden.
Von Herbst 2017 bis Frühjahr 2018 fand hier der bundesweit beachtete Prozess im Mordfall Maria Ladenburger statt.
Anlässlich der Prozesse um die Gruppenvergewaltigung in Freiburg mussten im denkmalgeschützten Schwurgerichtssaal IV drei Zuschauerreihen herausgesägt werden. Noch nie hat es dort einen Prozess mit acht Angeklagten gegeben. Außer diesen müssen Verteidiger, Dolmetscher und Staatsanwaltschaft dort Platz finden. Außerdem wurde im Innenhof der Ententeich überbaut, damit dort acht Gefangenentransporter Platz finden. Auch wegen dieses Prozesses ist beim Neubau der Staatsanwaltschaft in der Unterwiehre ein sogenannter Zentraler Gerichtssaal vorgesehen, der als Ergänzung zum bestehenden Zentralen Gerichtssaal in Stuttgart-Stammheim zur Durchführung überregionaler Großprozesse dienen soll.